# Spanje op het Eurovisiesongfestival 1988
Spanje nam deel aan het Eurovisiesongfestival 1988 in Dublin (Ierland). Het was de 26ste deelname van het land aan het festival.

## Selectieprocedure
Net zoals de voorbije jaren koos de TVE ervoor om de kandidaat intern te selecteren.
Men koos voor de Spaanse groep La Década Prodigiosa met het lied La chica que yo quiero (Made in Spain).

## In Dublin
In Ierland moest Spanje optreden als 6de, net na Turkije en voor Nederland. Op het einde van de puntentelling hadden ze 58 punten verzameld, goed voor een 11de plaats.
Nederland gaf geen punten en België gaf 6 punten voor deze inzending.

### Gekregen punten

#### Finale
| 12 punten | 10 punten     | 8 punten                            | 7 punten                       | 6 punten                           |
| --------- | ------------- | ----------------------------------- | ------------------------------ | ---------------------------------- |
|           |               | - Griekenland - Italië - Oostenrijk |                                | - België - Luxemburg - Zwitserland |
| 5 punten  | 4 punten      | 3 punten                            | 2 punten                       | 1 punt                             |
| - Turkije | - Joegoslavië |                                     | - IJsland - Israël - Noorwegen | - Denemarken                       |

### Punten gegeven door Spanje

#### Finale
Punten gegeven in de finale:
| 12 punten | Ierland             |
| 10 punten | Verenigd Koninkrijk |
| 8 punten  | Zwitserland         |
| 7 punten  | Italië              |
| 6 punten  | Israël              |
| 5 punten  | Turkije             |
| 4 punten  | Portugal            |
| 3 punten  | Duitsland           |
| 2 punten  | Frankrijk           |
| 1 punt    | Denemarken          |

1961 · 1962 · 1963 · 1964 · 1965 · 1966 · 1967 · 1968 · 1969 · 1970 · 1971 · 1972 · 1973 · 1974 · 1975 · 1976 · 1977 · 1978 · 1979 · 1980 · 1981 · 1982 · 1983 · 1984 · 1985 · 1986 · 1987 · 1988 · 1989 · 1990 · 1991 · 1992 · 1993 · 1994 · 1995 · 1996 · 1997 · 1998 · 1999 · 2000 · 2001 · 2002 · 2003 · 2004 · 2005 · 2006 · 2007 · 2008 · 2009 · 2010 · 2011 · 2012 · 2013 · 2014 · 2015 · 2016 · 2017 · 2018 · 2019 · 2020 · 2021 · 2022 · 2023 · 2024 · 2025